# Jon Mersinaj
Jon Mersinaj (Tirana, 8 febbraio 1999) è un calciatore albanese, difensore dell'Osijek e della nazionale albanese.

## Carriera

### Club
Il 16 agosto 2018 viene acquistato in prestito annuale dalla squadra albanese del Laçi.
Il 14 febbraio 2022 sigla un contratto di due anni e mezzo con l'Osijek.

### Nazionale
Debutta con la maglia della nazionale albanese Under-21 il 26 marzo 2019 nella partita valida per le qualificazioni all'Europeo 2021, pareggiata per 2 a 2 contro l'Andorra Under-21.
Il 3 ottobre 2020 riceve la sua prima convocazione dalla nazionale maggiore per la partita amichevole contro l'Armenia del 7 ottobre 2020 e per le partite valide per la Nations League rispettivamente contro Kazakistan e Lituania del 10 e 13 ottobre 2020.
Il 13 giugno 2022 esordisce con la massima selezione albanese nel pareggio in amichevole contro l'Estonia.

## Statistiche

### Presenze e reti nei club
Statistiche aggiornate al 4 agosto 2024.
| Stagione                   | Squadra                    | Campionato                 | Campionato | Campionato | Coppe nazionali | Coppe nazionali | Coppe nazionali | Coppe continentali | Coppe continentali | Coppe continentali | Altre coppe | Altre coppe | Altre coppe | Totale | Totale |
| Stagione                   | Squadra                    | Comp                       | Pres       | Reti       | Comp            | Pres            | Reti            | Comp               | Pres               | Reti               | Comp        | Pres        | Reti        | Pres   | Reti   |
| -------------------------- | -------------------------- | -------------------------- | ---------- | ---------- | --------------- | --------------- | --------------- | ------------------ | ------------------ | ------------------ | ----------- | ----------- | ----------- | ------ | ------ |
| 2018-2019                  | Laçi                       | KS                         | 26         | 0          | CA              | 4               | 2               | -                  | -                  | -                  | -           | -           | -           | 30     | 2      |
| 2019-2020                  | Lokomotiva Zagabria        | 1. HNL                     | 25         | 0          | CC              | 3               | 0               | -                  | -                  | -                  | -           | -           | -           | 28     | 0      |
| 2020-2021                  | Lokomotiva Zagabria        | 1. HNL                     | 3          | 0          | CC              | 0               | 0               | UCL+UEL            | 0+1                | 0                  | -           | -           | -           | 4      | 0      |
| 2021-2022                  | Lokomotiva Zagabria        | 1. HNL                     | 23         | 0          | CC              | 2               | 0               | -                  | -                  | -                  | -           | -           | -           | 25     | 0      |
| 2022-2023                  | Lokomotiva Zagabria        | 1. HNL                     | 29         | 0          | CC              | 3               | 0               | -                  | -                  | -                  | -           | -           | -           | 32     | 0      |
| 2023-2024                  | Lokomotiva Zagabria        | 1. HNL                     | 32         | 0          | CC              | 3               | 0               | -                  | -                  | -                  | -           | -           | -           | 35     | 0      |
| 2024-2025                  | Lokomotiva Zagabria        | 1. HNL                     | 1          | 0          | CC              | 0               | 0               | -                  | -                  | -                  | -           | -           | -           | 1      | 0      |
| Totale Lokomotiva Zagabria | Totale Lokomotiva Zagabria | Totale Lokomotiva Zagabria | 113        | 0          |                 | 11              | 0               |                    | 1                  | 0                  |             | -           | -           | 125    | 0      |
| Totale carriera            | Totale carriera            | Totale carriera            | 139        | 0          |                 | 15              | 2               |                    | 1                  | 0                  |             | -           | -           | 155    | 2      |

### Cronologia presenze e reti in nazionale
| Cronologia completa delle presenze e delle reti in nazionale ― Albania | Cronologia completa delle presenze e delle reti in nazionale ― Albania | Cronologia completa delle presenze e delle reti in nazionale ― Albania | Cronologia completa delle presenze e delle reti in nazionale ― Albania | Cronologia completa delle presenze e delle reti in nazionale ― Albania | Cronologia completa delle presenze e delle reti in nazionale ― Albania | Cronologia completa delle presenze e delle reti in nazionale ― Albania | Cronologia completa delle presenze e delle reti in nazionale ― Albania |
| Data                                                                   | Città                                                                  | In casa                                                                | Risultato                                                              | Ospiti                                                                 | Competizione                                                           | Reti                                                                   | Note                                                                   |
| ---------------------------------------------------------------------- | ---------------------------------------------------------------------- | ---------------------------------------------------------------------- | ---------------------------------------------------------------------- | ---------------------------------------------------------------------- | ---------------------------------------------------------------------- | ---------------------------------------------------------------------- | ---------------------------------------------------------------------- |
| 13-6-2022                                                              | Tirana                                                                 | Albania                                                                | 0 – 0                                                                  | Estonia                                                                | Amichevole                                                             | -                                                                      | 63’                                                                    |
| Totale                                                                 |                                                                        | Presenze (327º posto)                                                  | 1                                                                      |                                                                        | Reti                                                                   | 0                                                                      |                                                                        |

| Cronologia completa delle presenze e delle reti in nazionale ― Albania under 21 | Cronologia completa delle presenze e delle reti in nazionale ― Albania under 21 | Cronologia completa delle presenze e delle reti in nazionale ― Albania under 21 | Cronologia completa delle presenze e delle reti in nazionale ― Albania under 21 | Cronologia completa delle presenze e delle reti in nazionale ― Albania under 21 | Cronologia completa delle presenze e delle reti in nazionale ― Albania under 21 | Cronologia completa delle presenze e delle reti in nazionale ― Albania under 21 | Cronologia completa delle presenze e delle reti in nazionale ― Albania under 21 |
| Data                                                                            | Città                                                                           | In casa                                                                         | Risultato                                                                       | Ospiti                                                                          | Competizione                                                                    | Reti                                                                            | Note                                                                            |
| ------------------------------------------------------------------------------- | ------------------------------------------------------------------------------- | ------------------------------------------------------------------------------- | ------------------------------------------------------------------------------- | ------------------------------------------------------------------------------- | ------------------------------------------------------------------------------- | ------------------------------------------------------------------------------- | ------------------------------------------------------------------------------- |
| 26-3-2019                                                                       | Andorra la Vella                                                                | Andorra under 21                                                                | 2 – 2                                                                           | Albania under 21                                                                | Qual. Europeo Under-21 2021                                                     | -                                                                               |                                                                                 |
| Totale                                                                          |                                                                                 | Presenze                                                                        | 1                                                                               |                                                                                 | Reti                                                                            | 0                                                                               |                                                                                 |